# Phellia gausapata
Phellia gausapata is een zeeanemonensoort uit de familie Phelliidae. Phellia gausapata is voor het eerst wetenschappelijk beschreven door Gosse in 1858.

## Beschrijving
Een anemoon, waarschijnlijk niet te verwarren met andere Sagartiidae-soorten, met een vrij hoge kolom, tot ongeveer 6 cm, en tentakels van gemiddelde lengte, meestal onregelmatig gerangschikt, en tot ongeveer 120 stuks. Algen of korstvormende dieren zoals mosdiertjes of kalkkokerwormen groeien er vaak op. De mondschijf heeft een schemerig patroon, de tentakels zijn vaag gestreept. Het is geelachtig of olijfgroen van kleur met donkerbruine wratten en de tentakels zijn schemerig grijs, rood, bruin of geelachtig, meestal met twee witachtige banden.

## Verspreiding
Bekend op de Britse Eilanden van Noordoost-Schotland tot West-Ierland. Elders is het bekend uit Noorwegen en IJsland. Deze soort komt meestal voor op rotsen in de kelpzone in zeer blootgestelde situaties, meestal op verticale oppervlakken, van de lagere kust tot 30 meter diepte.